# Modena
Modena (lat. Mutina) er en norditaliensk universitetsby på sydsiden af Posletten. Den er en moderne industriby med et gammelt bycentrum intakt (Centro Storico). Byen ligger i regionen Emilia-Romagna og er hovedstad i provinsen Modena. 
Byen Modena har 184.153(2023)indbyggere. Universitetet i byen (Università degli Studi Modena e Reggio Emilia) blev grundlagt allerede i 1175. Modena er også sæde for et katolsk ærkebispedømme. Byens  Katedral, Torre della Ghirlandina og Piazza Grande har siden 1997 været på UNESCOs lister over verdensarv.
Byen kaldes for "motorhovedstaden", fordi berømte sportsvognsmærker som De Tomaso, Ferrari, Lamborghini, Maserati og Pagani har hovedkvarterer i byen eller dens nærhed. Motorcykelproducenten Ducati har hovedkvarter i Borgo Panigale, en vestlig forstad til Bologna, og ikke langt fra Modena.

## Galleri
- Gade i centrum
- Palazzo Ducale
- Facaden af Duomo di Modena
- Piazza San Domenico